# Enrico Chiesa
Enrico Chiesa, född 29 december 1970 i Genua, är en italiensk före detta fotbollsspelare.

## Karriär

### Klubbkarriär
Chiesas första lag var Pontedecimo där han spelade åren 1986 och 1987. Han bytte sen klubb till Sampdoria, där han gjorde sin debut den 16 april 1989 i en 1-0-förlust mot AS Roma i Serie A 1988/1989. Han spelade sedan för Teramo i Serie C2 och för Chieti i Serie C1 innan han återvände till Sampdoria igen 1992. Då han inte imponerade på tränaren, skrev han på för Modena säsongen 1993/1994. Han spelade sen för Cremonese säsongen 1994/1995, där han gjorde 14 mål i Serie A. 1995 återvände han igen till blucerchiati, där han tillsammans med Roberto Mancini som anfallare gjorde 22 mål på 27 matcher. 1996 skrev han på för Parma, där han vann UEFA-cupen och Coppa Italia, där han och Hernán Crespo gjorde 10-15 mål var varje säsong.

### Internationell karriär
Chiesa spelade för det italienska landslaget från 1996 till 2001. Han spelade sammanlagt 22 matcher och gjorde 7 mål. Han spelade för Italien i EM 1996 och VM 1998.